# Faywood (Nuevo México)
Faywood es un lugar designado por el censo ubicado en el condado de Grant en el estado estadounidense de Nuevo México. En el Censo de 2010 tenía una población de 33 habitantes y una densidad poblacional de 24,22 personas por km².

## Geografía
Faywood se encuentra ubicado en las coordenadas 32°37′29″N 107°52′31″O / 32.62472, -107.87528. Según la Oficina del Censo de los Estados Unidos, Faywood tiene una superficie total de 1.36 km², de la cual 1.36 km² corresponden a tierra firme y (0%) 0 km² es agua.

## Demografía
Según el censo de 2010, había 33 personas residiendo en Faywood. La densidad de población era de 24,22 hab./km². De los 33 habitantes, Faywood estaba compuesto por el 90.91% blancos, el 0% eran afroamericanos, el 0% eran amerindios, el 0% eran asiáticos, el 0% eran isleños del Pacífico, el 3.03% eran de otras razas y el 6.06% pertenecían a dos o más razas. Del total de la población el 63.64% eran hispanos o latinos de cualquier raza.